# 7116 Mentall
7116 Mentall è un asteroide della fascia principale. Scoperto nel 1986, presenta un'orbita caratterizzata da un semiasse maggiore pari a 2,3136851 UA e da un'eccentricità di 0,0525197, inclinata di 8,69718° rispetto all'eclittica.